# Metrosideros fulgens
Metrosideros fulgens är en myrtenväxtart som beskrevs av Daniel Carl Solander och Joseph Gaertner. Metrosideros fulgens ingår i släktet Metrosideros och familjen myrtenväxter. Inga underarter finns listade i Catalogue of Life.

## Bildgalleri

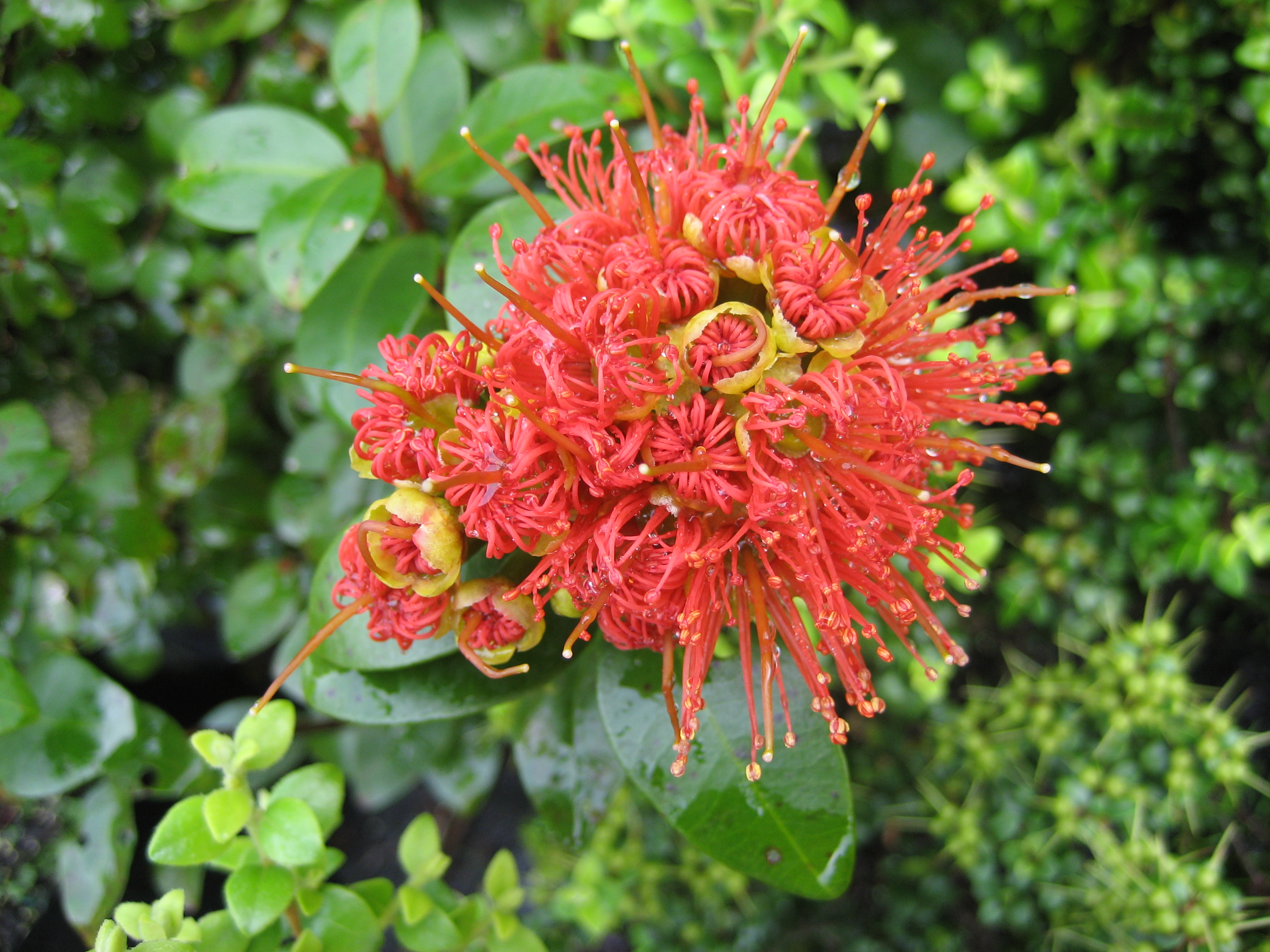
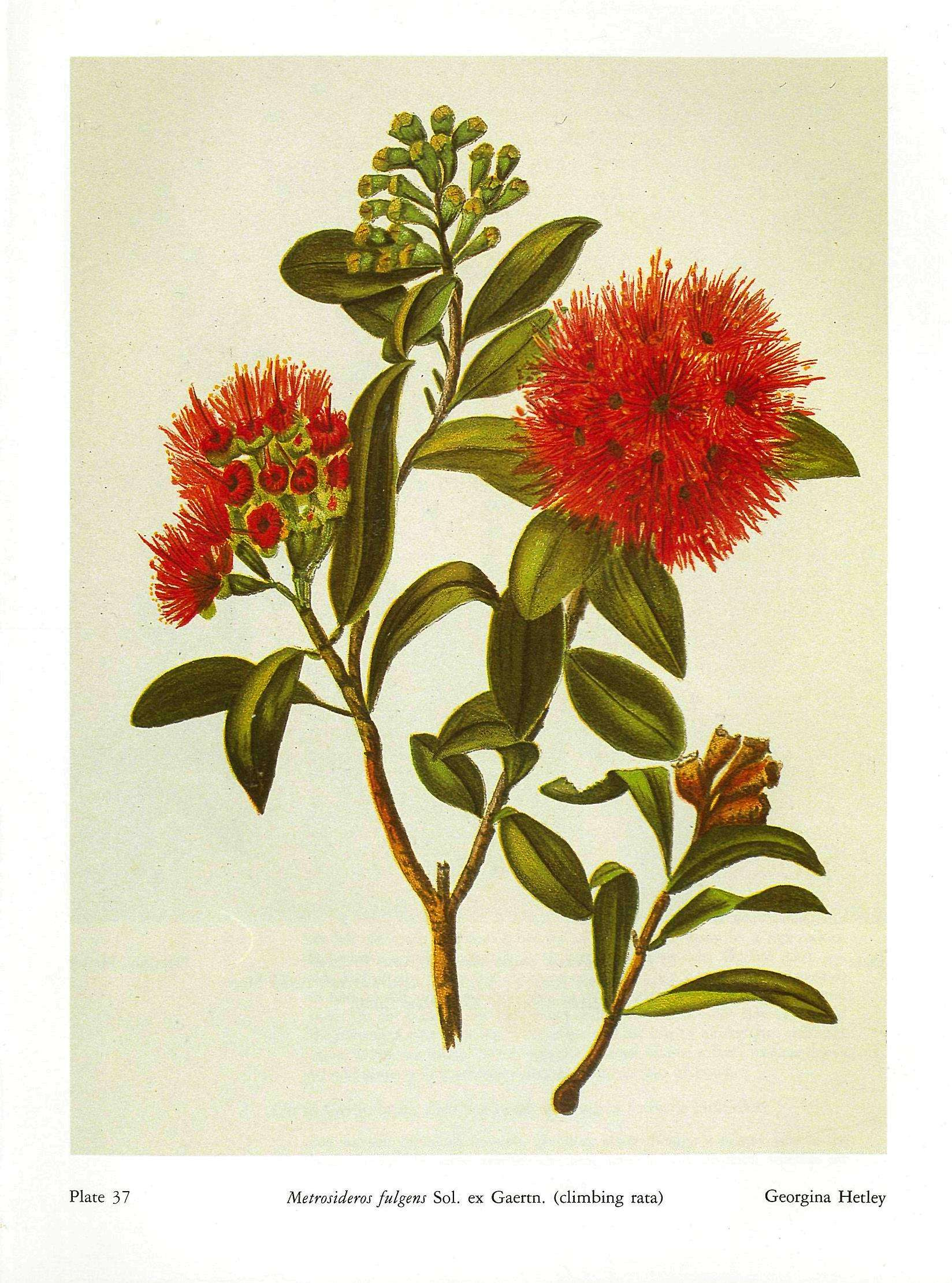